# Davatchiaphis persica
Davatchiaphis persica är en insektsart. Davatchiaphis persica ingår i släktet Davatchiaphis och familjen långrörsbladlöss. Inga underarter finns listade i Catalogue of Life.